# Philippe Riboud
Philippe Claude Riboud (Lyon 7. kerülete, 1957. április 9. –) olimpiai és világbajnok francia párbajtőrvívó.